# John Huston (homme politique)
 (février 2025).
Si vous disposez d'ouvrages ou d'articles de référence ou si vous connaissez des sites web de qualité traitant du thème abordé ici, merci de compléter l'article en donnant les références utiles à sa vérifiabilité et en les liant à la section « Notes et références ».
Pour les articles homonymes, voir John Huston et Huston.
John Huston (1710-1795) est un homme politique de la colonie de Nouvelle-Écosse. Il représente le canton de Cumberland de 1759 à 1760 et le comté de Cumberland de 1770 à 1774 à l'Assemblée législative de la Nouvelle-Écosse. Son siège est déclaré vacant pour cause d'absentéisme en 1774.

## Biographie
Servant lors du siège de la forteresse de Louisbourg en 1745, Huston est ensuite géomètre adjoint du comté de Cumberland. En 1759, il devient juge de paix avant de servir comme capitaine et juge dans la milice locale. Huston est le capitaine de Brook Watson (en) à Fort Lawrence et qui sera lord-maire de Londres en 1796.
Huston meurt en 1795 à Canard à l'âge de 85 ans.